# 江田島市立能美中学校
江田島市立能美中学校（えたじましりつ のうみちゅうがっこう）は、広島県江田島市能美町中町にある公立中学校。

## 沿革
- 1959年（昭和34年）9月30日 - 能美町立能美中学校設立（高田教場、中村教場、鹿川教場）[2]
- 1959年（昭和34年）11月26日 -  新校舎起工式挙行
- 1961年（昭和36年）9月1日 - 新校舎落成（各教場廃止、新校舎で授業開始）
- 2004年（平成16年）11月1日 - 江田島市立能美中学校と改称

✳︎【2020年】（令和2年）12月に3階1年1組前の壁が壊れる

## 校区
- 江田島市立高田小学校の校区[3]
- 江田島市立中町小学校の校区
- 江田島市立鹿川小学校の校区

## 部活動

### 運動部
- サッカー部[4]
- 柔道部
- ソフトテニス部（男子）
- 卓球部（男子）
- 卓球部（女子）
- バレー部（女子）
- 陸上部

### 文化部
- 吹奏楽部
- 総合文化部